# اوکس فگلی
اوکس فگلی (انگلیسی: Oakes Fegley؛ زادهٔ ۱۱ نوامبر ۲۰۰۴) هنرپیشه اهل ایالات متحده آمریکا است. وی از سال ۲۰۱۱ میلادی تاکنون مشغول فعالیت بوده‌است.
از فیلم‌ها یا برنامه‌های تلویزیونی که وی در آن نقش داشته‌است می‌توان به اژدهای پیت، شگفت‌زده، فورت بلیس و جنگ با پدربزرگ اشاره کرد. او تاکنون دوبار نامزد جایزه «بهترین بازیگر جوان نقش اول فیلم سینمایی» در مراسم سالانه جایزه هنرمند جوان شده است.
او برادر بزرگتر وینزلو فگلی بازیگر کودک هالیوود است.

## فیلم‌شناسی
- شیشه (۲۰۱۱)
- بچه های ماه (۲۰۱۳)
- فورت بلیس (۲۰۱۴)
- اینجا شما را ترک می‌کنم (۲۰۱۴)
- پریزم (۲۰۱۵)
- اژدهای پیت (۲۰۱۶)
- شگفت‌زده (۲۰۱۷)
- حقیقتی درباره دروغ‌ها (۲۰۱۷)
- سهره طلایی (۲۰۱۹)
- جنگ با پدربزرگ (۲۰۲۰)
- خانواده فیبلمن (۲۰۲۲)